# پیرآغاچ
پیراغاچ، روستایی است از توابع بخش مرکزی شهرستان آق‌قلا در استان گلستان ایران.

## جمعیت
این روستا در دهستان گرگان‌بوی قرار دارد و براساس سرشماری مرکز آمار ایران در سال ۱۳۸۵، جمعیت آن ۴۱۴ نفر (۹۲خانوار) بوده‌است.